# Blubaugh Nunatak
Blubaugh Nunatak är en nunatak i Antarktis. Den ligger i Västantarktis. Inget land gör anspråk på området. Toppen på Blubaugh Nunatak är 1 212 meter över havet.
Terrängen runt Blubaugh Nunatak är platt åt nordväst, men åt sydost är den kuperad. Trakten är obefolkad. Det finns inga samhällen i närheten.